# Penicillium expansum
Penicillium expansum är en svampart som beskrevs av Link 1809. Penicillium expansum ingår i släktet Penicillium och familjen Trichocomaceae.   Inga underarter finns listade i Catalogue of Life.

## Källor

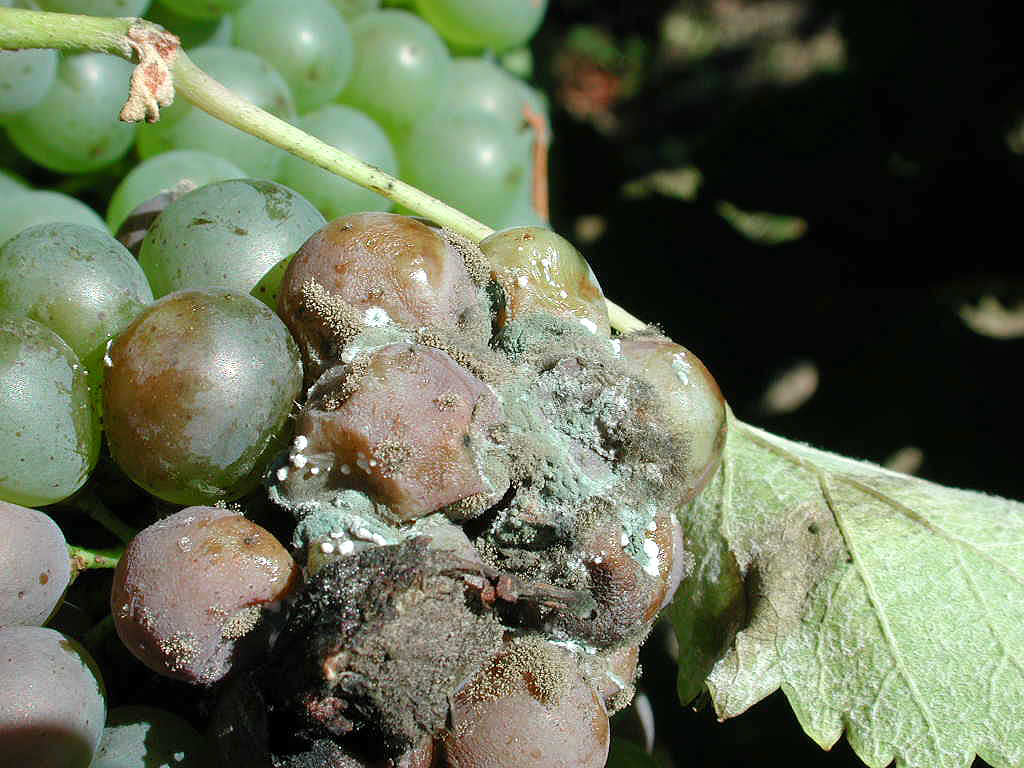